# Airexpo
O Airexpo é um show aéreo francês iniciado em 1987. É o terceiro show aéreo mais importante da França. É organizado pelos alunos das grandes écoles École nationale de l'aviation civile e os do Institut Supérieur de l'Aéronautique et de l'Espace. É realizado anualmente geralmente no Aeródromo Muret - Lherm. A 36ª edição aconteceu no dia 4 de maio de 2022.

## Apresentação
As aeronaves são representativas do mundo da aviação, desde o Supermarine Spitfire até o F-18, passando pelo pequeno Robin DR400. As companhias aéreas também são representadas regularmente com a participação da Airbus e ATR, com o Airbus A380 e A340-600 ou o ATR 72-500.